# Кусково-Ґлінкі
Кусково-Ґлінкі (пол. Kuskowo-Glinki) — село в Польщі, у гміні Стшеґово Млавського повіту Мазовецького воєводства.
Населення — 85 осіб (2011).
У 1975-1998 роках село належало до Цехановського воєводства.

## Демографія
Демографічна структура станом на 31 березня 2011 року:
|          | Загалом | Допрацездатний вік | Працездатний вік | Постпрацездатний вік |
| -------- | ------- | ------------------ | ---------------- | -------------------- |
| Чоловіки | 44      | 8                  | 30               | 6                    |
| Жінки    | 41      | 12                 | 21               | 8                    |
| Разом    | 85      | 20                 | 51               | 14                   |